# Cinematronics
Cinematronics è stata un'azienda statunitense produttrice di videogiochi arcade; in particolare ha per prima prodotto titoli che utilizzano la grafica vettoriale, e ha introdotto i primi videogiochi su laserdisc.

## Storia
Fondata nel 1975 da Jim Pearce, Dennis Parte e Gary Garrison a El Cajon, in California, ha prodotto i primi videogiochi l'anno successivo: un clone di PONG intitolato Flipper Ball e Embargo, uno sparatutto. Tuttavia è con Space Wars, scritto da uno studente di nome Larry Rosenthal, che la Cinematronics ottiene un certo successo: ne verranno infatti prodotte circa 30.000 unità, rendendolo uno dei titoli più popolari del 1978. Rosenthal, che non si sentiva abbastanza considerato nell'azienda, preferì andarsene per fondare la Vectorbeam, e produrre nuovi videogiochi utilizzando il sistema vettoriale creato alla Cinematronics: tuttavia, Pierce e Stroud fecero causa a Rosenthal, costringendolo a cedergli la tecnologia.
Nel 1982 ha prodotto anche videogiochi con grafica raster, come Naughty Boy e Zzyzzyxx; nel 1983 ha prodotto il celebre Dragon's Lair.
Nel 1987 l'azienda è stata acquisita dalla Tradewest, che l'ha rinominata Leland Corporation e ha continuato per un certo periodo la produzione di videogiochi, cambiando il marchio Leland Interactive Media nell'ultimo periodo, fino all'acquisizione di Tradewest da parte della WMS Industries nel 1994.

## Altri software
Oltre allo sviluppo di videogiochi arcade, negli anni '90 Cinematronics si è cimentata anche nella creazione di strumenti software. Uno dei più rilevanti fu Quantum, un programma proprietario di compressione e archiviazione di file per sistemi MS-DOS e Windows 3.x.
Il pacchetto includeva un compressore DOS a 32 bit (PAQ.EXE), un decompressore per DOS (UNPAQ.EXE) e una versione più veloce per Windows dotata di interfaccia grafica (QWIN.EXE). Quantum era pensato per ottenere il massimo rapporto di compressione, anche a scapito della velocità di elaborazione. Supportava funzionalità come l’archiviazione multi-volume (es. su dischetti da 3,5"), la conservazione dei percorsi dei file, i commenti personalizzati e l’estrazione selettiva dei file. Le archiviazioni generate avevano solitamente estensione .q ed erano distribuite tramite il BBS ufficiale della società, con sede ad Austin, Texas.
Sebbene Quantum non abbia mai raggiunto la diffusione di formati come ZIP o RAR, fu utilizzato da utenti esperti in ambito tecnico. Oggi è considerato un software abbandonato. Nel 2025, il programmatore spagnolo David Carrero è riuscito a recuperare vecchi file compressi con Quantum grazie a una copia originale dell’eseguibile conservata su dischetto.

## Videogiochi prodotti
- Alley Master (1988)
- Armor Attack (1980)
- Baseball The Season II (1987)
- Boxing Bugs (1981)
- Brix (1983)
- Cerberus (1985)
- Cosmic Chasm (1983)
- Danger Zone (1986)
- Double Play: Super Baseball Home Run Derby (1987)
- Dragon's Lair (1983)
- Embargo (1977)
- Express Delivery (1984)
- Flipper Ball (1976)
- Freeze (1982)
- Hovercraft (1983)
- Jack the Giantkiller (1982)
- Mayhem 2002 (1985)
- Naughty Boy (1982)
- Power Play (1985)
- Redline Racer (1986)
- Rip Off (1980); una versione cocktail è stata prodotta su licenza dalla Centuri.
- Solar Quest (1981)
- Space Ace (1984)
- Space Wars (1977)
- Star Castle (1980)
- Starhawk (1977)
- Sundance (1979)
- Tail Gunner (1979)
- Tailgunner II (1980); versione di Tail Gunner dotata di un diverso sistema di controllo, prodotto da Exidy.
- Warrior
- War of the Worlds (1982)
- World Series: The Season (1985)
- World Series Baseball (1984)
- Zzyzzyxx (1982)

### Come Leland
- All American Football (1989)
- Ataxx (1990)
- Brute Force (1991)
- Danny Sullivan's Indy Heat (1991)
- Ironman Ivan Stewart's Super Off-Road (1989)
- John Elway's Team Quarterback (1988)
- Pig Out: Dine Like a Swine! (1990)
- Quarterback (1987)
- Strike Zone Baseball (1988)
- Viper (1988)
- World Soccer Finals (1990)

### Come Vectorbeam
- Warrior (1979)